# Oratorio di Sant'Antonio Abate (Volterra)
L'oratorio di Sant'Antonio Abate si trova a Volterra, in provincia di Pisa, diocesi di Volterra.

## Storia e descrizione
La chiesa, che ha subito vari restauri sia all'esterno che all'interno, fu fatta edificare dai frati ospedalieri di Sant'Antonio di Vienne nel 1470: su un pilastro laterale della costruzione è visibile il caratteristico "tau".
Nell'interno una pala in terracotta dipinta raffigurante l''Assunta e santi di Benedetto Buglioni (XV secolo), proveniente dalla diruta pieve della Nera, adorna la centinata cornice in pietra dell'altare; a sinistra è collocato il grandioso tabernacolo dipinto nel 1455 da Priamo della Quercia raffigurante Sant'Antonio Abate e santi (caratteristica, ai piedi del santo, la scena del trasporto del sale fatta a dorso di mulo) proveniente dall'antica dogana del sale; a destra una tavola di Cosimo Daddi raffigurante Cristo portacroce e la Veronica dipinta per la Compagnia di Sant'Alessandro da dove proviene.
Oratorio di Sant'Antonio Abate "Alla Ripa"
Proprietà del Capitolo dei Canonici della Basilica Cattedrale
Le prime testimonianze su questo Oratorio risalgono al sec. XI – XII. In origine doveva trattarsi di un semplice tabernacolo stradale, accresciuto poi nel corso dei secoli, fino all'ultima sopraelevazione in laterizi (ben visibile dall'esterno) risalente alla prima metà del XX secolo.
Un tempo vi sorgeva accanto una casa per il ricovero dei pellegrini e malati di proprietà dei canonici regolari di S. Antonio di Vienne, un antico ordine monastico-ospedaliero medievale, come ricorda il Tau sulla facciata lungo Via Gramsci, che era il segno distintivo di quell'Ordine, il quale si occupava specialmente della cura degli ammalati del cosiddetto “fuoco di S. Antonio”.
Al principio un rettore aveva la cura di questo Oratorio, ma nel 1579 il vescovo Guido Serguidi lo affidò al Capitolo della Cattedrale, come si intuisce anche dalla scritta incisa sull'architrave, dove si allude ai Canonici di Volterra. 
Entrati in chiesa sulla parete destra troviamo un quadro raffigurante la “Madonna del Rosario e S. Domenico”, proveniente dalla pieve della Nera (nelle campagne volterrane), opera de XVIII secolo di autore greco. 
Accanto è la pregevole opera del senese Priamo della Quercia, realizzata alla metà del sec. XV. Il trittico è una tavola rettangolare a due sportelli: al centro è raffigurato il Santo titolare con a fianco, oltre al campanello, il tradizionale “maialino”, in questo caso nella specie della cinta senese; da notare, in basso a destra, la presenza del fuoco, come riferimento a quanto detto sopra. Ai lati della centina trilobata che corona il Santo si vedono dipinti in mezza figura i SS. Cosma e Damiano. Ai piedi del Santo si vedono invece alcuni uomini intenti a caricare due somari con sacchi di sale. Nel Medioevo infatti e per tutta l'epoca moderna, il commercio del sale fu una importante fonte di reddito per la città. Si noti anche che l'attuale Via di Sotto, che scende lungo il fianco destro dell'Oratorio, era in passato denominata “Via degli Asinari”, proprio perché rientrava nel percorso che gli addetti al trasporto del sale effettuavano per portare il prezioso minerale a Firenze. Nelle facce interne degli sportelli si vedono: a sinistra S. Bartolomeo apostolo e S. Benedetto; a destra il Volto Santo di Lucca e S. Lorenzo martire; in ciascuno degli sportelli i tre stemmi: del comune, del popolo e della città. 
Di seguito, sul presbiterio, una “Annunciazione” del fiorentino Cosimo Daddi, pittore vissuto a cavallo tra il XVI e il XVII secolo. La Madonna è successiva opera del volterrano Giuseppe Arrighi, mentre il dipinto proviene dalla chiesa dell'Annunziata presso la Villa del Palagione. Da notare gli angeli del corteggio di Gabriele,  raffigurati mentre con grazia suonano strumenti musicali.
Sopra l'altare si trova L'Assunta che dona la cintola a San Tommaso di Giovanni Della Robbia (secoli XV-XVI), raffigurante la “Madonna Assunta tra Santi” proveniente anch'essa dalla pieve della Nera. Mentre il Battista e S. Sebastiano sono raffigurati nella propria iconografia classica, il S. Tommaso è presentato in ginocchio, nell'atto di ricevere da Maria la preziosa reliquia della cintola che, secondo la tradizione, si venera nella Cattedrale di Prato.
Sulla parete sinistra, sopra la porta secondaria, conservata nell'originario aspetto trecentesco, è un piccolo dipinto con preziosa cornice raffigurante la “Madonna Assunta”, opera di Baldassarre Franceschini, detto “Il Volterrano”, risalente alla prima metà del XVII secolo. Verso l'uscita si trova invece un altro quadro di Cosimo Daddi, raffigurante “Cristo e la Veronica”, proveniente dalla chiesa di S. Alessandro in Volterra.
Sul lato sinistro vicino all'ingresso è collocata una lunetta in terracotta raffigurante la Madonna che, un tempo posta nei pressi della Porta a Selci (lungo l'attuale Viale Vittorio Veneto), fu oggetto di un gesto sacrilego il 29 gennaio 1885 e che, da allora, i Canonici della Cattedrale vollero custodire in questo Oratorio.

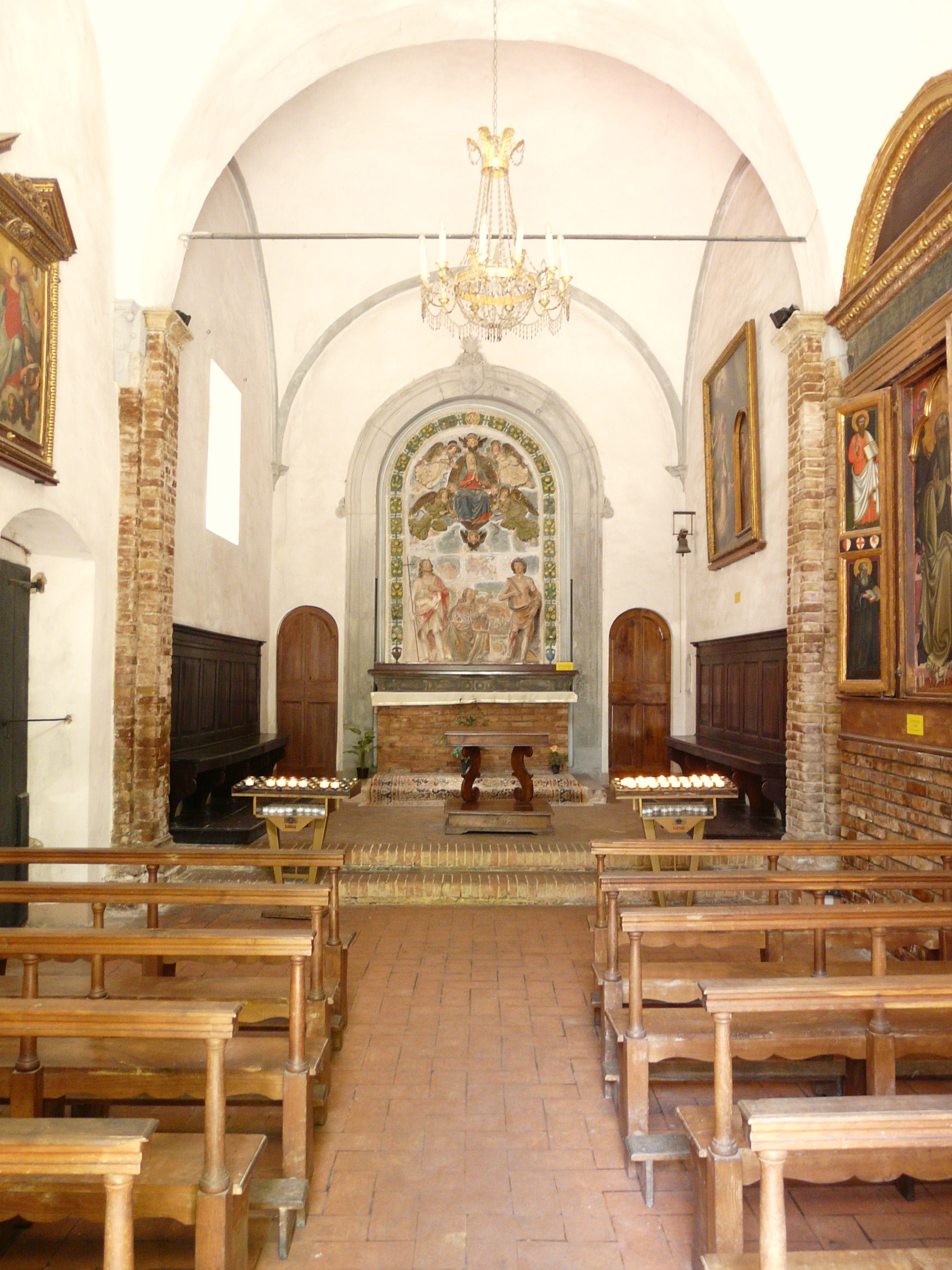
Interno
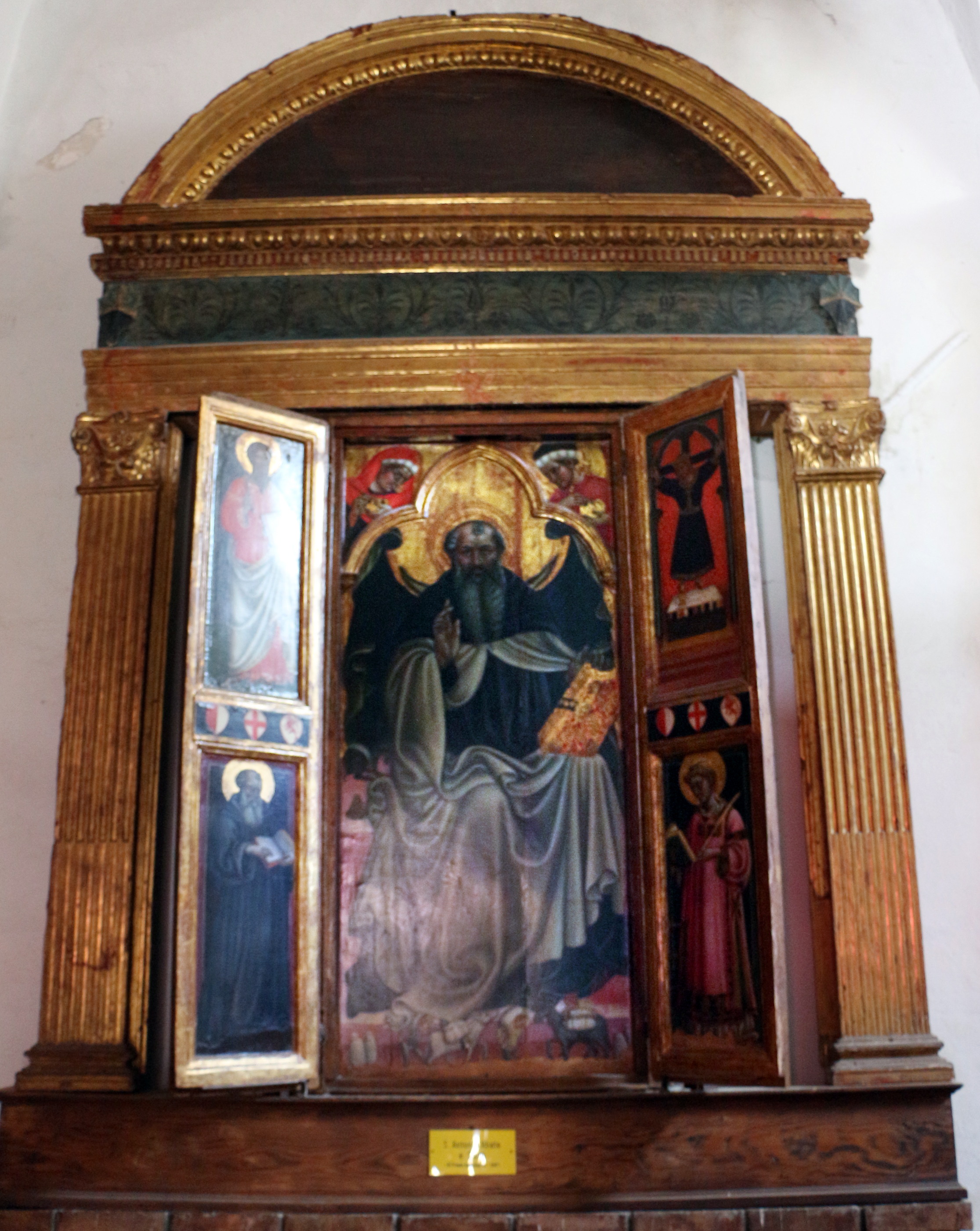
Trittichetto di Priamo della Quercia
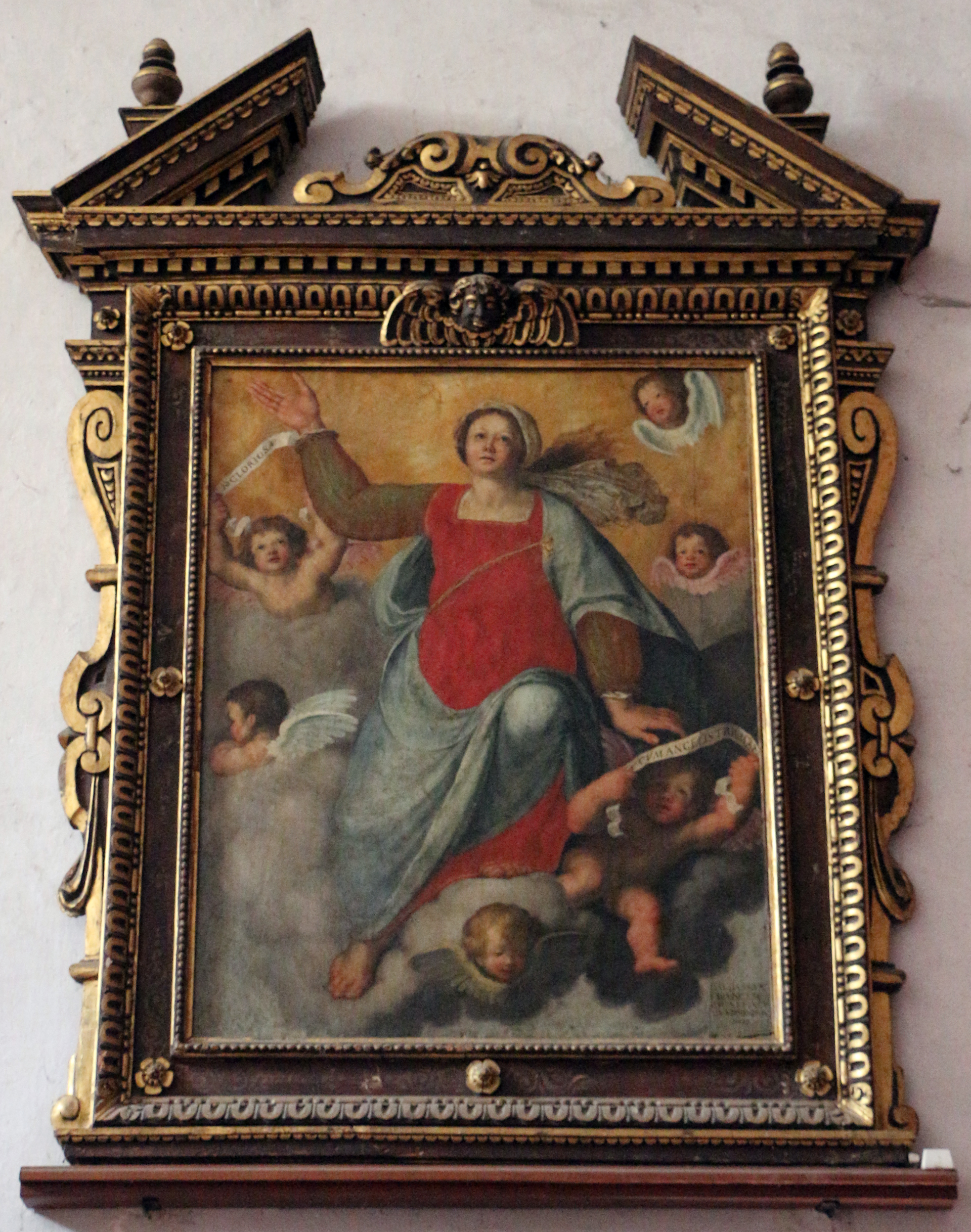
Assunta del Volterrano
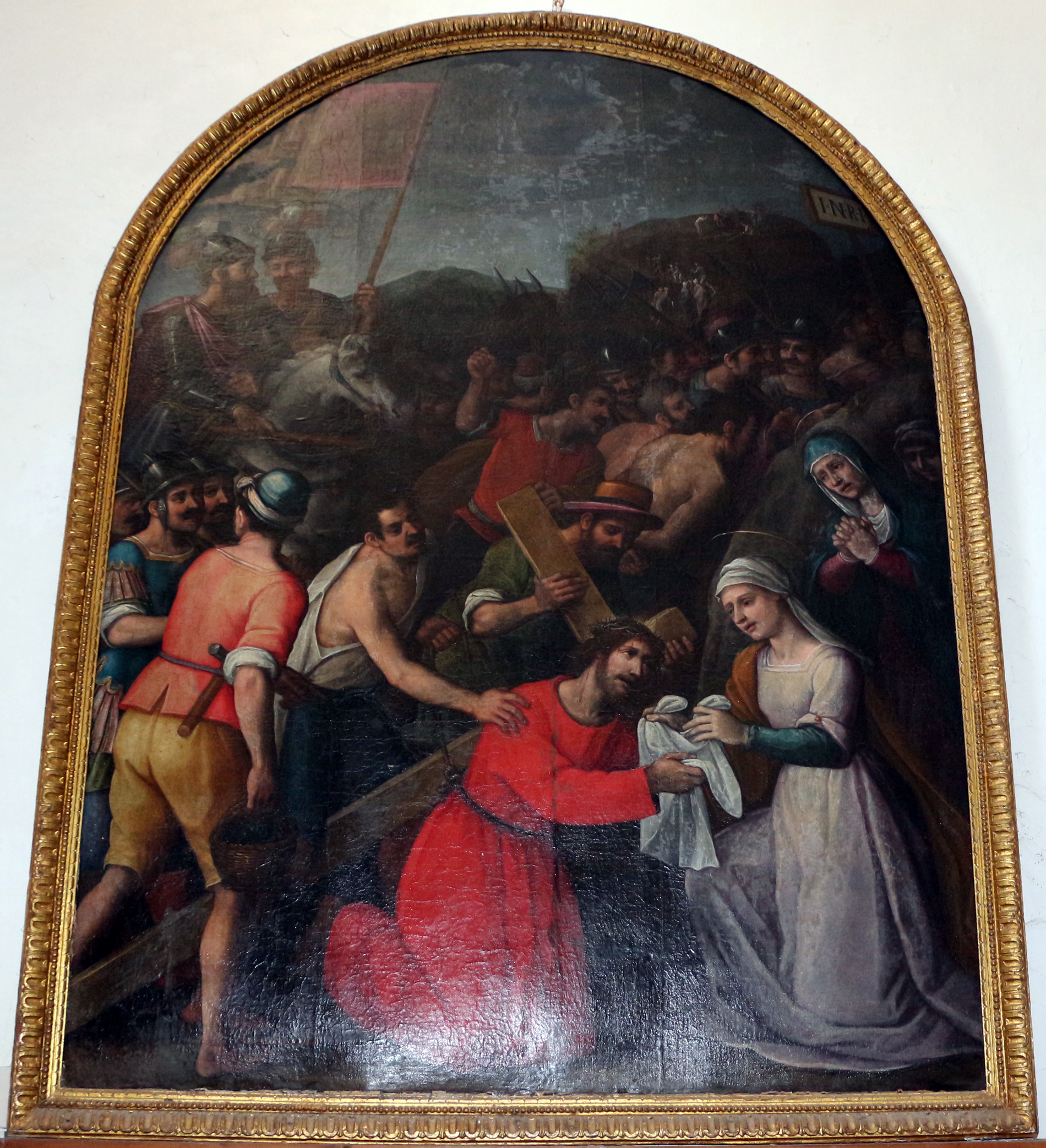
Andata al Calvario di Cosimo Daddi